# La Meilleraye-de-Bretagne
La Meilleraye-de-Bretagne (bretonisch: Melereg-Breizh; Gallo: La Melherae) ist eine französische Gemeinde mit 1.587 Einwohnern (Stand: 1. Januar 2022) im Département Loire-Atlantique in der Region Pays de la Loire; sie ist Teil des Arrondissements Châteaubriant-Ancenis und des Kantons Châteaubriant. Die Einwohner werden Meilleréens genannt.

## Geografie
La Meilleraye-de-Bretagne liegt etwa 65 Kilometer südsüdöstlich von Rennes und etwa 39 Kilometer nordnordöstlich von Nantes. Im Gemeindegebiet entspringt das Flüsschen Sauzignac im Norden und der Baillou im Süden.  Umgeben wird La Meilleraye-de-Bretagne von den Nachbargemeinden Moisdon-la-Rivière im Norden, Grand-Auverné im Osten und Nordosten, Riaillé im Osten und Südosten, Joué-sur-Erdre im Süden, Abbaretz im Südwesten sowie Issé im Nordwesten.

## Bevölkerungsentwicklung
| Jahr                       | 1962 | 1968 | 1975 | 1982 | 1990 | 1999 | 2006 | 2017 |
| Einwohner                  | 1172 | 1129 | 1045 | 1074 | 1097 | 1028 | 1197 | 1527 |
| Quellen: Cassini und INSEE |      |      |      |      |      |      |      |      |

## Sehenswürdigkeiten
- Kloster Melleray, Zisterzienserabtei, gegründet 1142, Monument historique

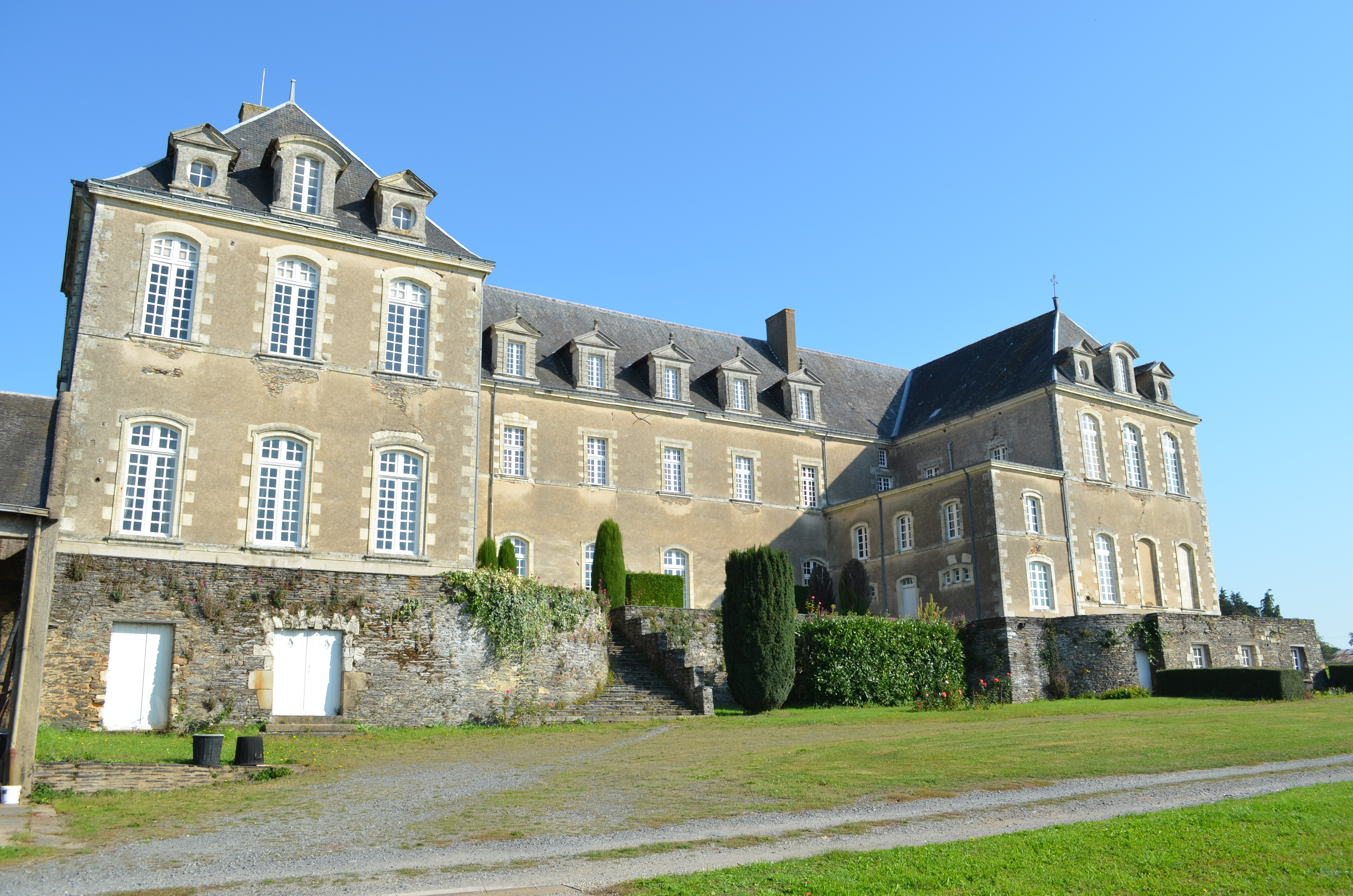
Kloster Melleray

- Kirche Saint-Étienne
- Dolmen du Perron